# Roller Monza

El Sodalizio Hockeystico Roller Monza, más conocido como Roller Monza, fue un club de hockey sobre patines de la localidad italiana de Monza, en su momento perteneciente a la Provincia de Milán. Fue fundado en julio de 1980 y cesó sus actividades deportivas en 1996, declarándose el club en quiebra al año siguiente.
Su época de máximo esplendor fue a finales de los años 80 y la primera mitad de la década de los 90, donde consiguió 4 Ligas de Italia, 1 Copa de Italia (ante el todopoderoso Novara) y 3 Recopas de Europa ante el FC Oporto (1988-89), Club Patí Voltregà (1991-92) y Amatori Lodi (1994-95).
En marzo de 2017 se funda una nueva sociedad denominada Associazione Sportiva Dilettantistica (A.S.D.) Monza Roller 2017, que pretende que sea la heredera del antiguo Roller Monza, que se inscribe en el campeonato de la Serie B 2017-2018 y que disputará sus partidos en el Sport Village de Monza.

## Palmarés
- 4 Ligas de Italia: 1988-89, 1989-90, 1991-92, 1995-96
- 1 Copa de Italia: 1989-90
- 3 Recopas de Europa: 1988-89, 1991-92, 1994-95